# 1066 هـ
1066 هـ هي سنة في التقويم الهجري امتدت مقابلةً في التقويم الميلادي بين سنتي 1655 و1656.

## مواليد
- عبد الله الأفندي

## وفيات
- أباظة سياوش باشا الأول
- جوادنيولي
- مسعود مسيح الكاشاني